# 科瓦奇·彼得
科瓦奇·彼得（匈牙利語：Kovács Péter，1959年9月28日—2024年6月22日），生于赫维什，匈牙利前男子竞技体操运动员。他曾获得1980年夏季奥运会体操比赛男子团体全能铜牌。他在该届奥运会也参加了数个个人小项，最好名次是男子自由体操的第五名。